# 閻欽
阎钦（1480年—1529年），字子明，號定峰，陕西凤翔府隴州官籍。

## 生平
治《春秋》，行二，由國子生中式戊午科（1498年）陕西鄉試第四十二名舉人，年二十九歲中式正德三年（1508年）戊辰科會試第三十名，第三甲第一百三十七名進士。四年考选吏科给事中，六年父喪歸家。八年服阕，復除原职，正德十年五月升为河南按察司佥事、整饬信阳兵备，曾经推演武侯八阵图，为九曲新书，刋布后用以训练战士。招募义勇，修築城堑，谨備烽堠，遠近恃以为安。罗山县势豪张辅杀其妾及妾母，妾母之族诉讼到官府，张辅反诬以他事，将其入狱害死，阎钦查明其状，将张辅处死抵命。信阳贫富两民争夺田产，里中二恶少平素与富民有仇怨，诱杀富者，旋又杀贫者，欺骗官府稱是自相殘杀，阎钦查明情状，将二恶少斩杀。刘学恒是汝宁大盗，官府屡次不能捕获，阎钦出奇计将他捉住判死罪，他的党羽百人悉数解散，遠近驚骇歎服。十五年春，疏乞致仕，詔進河南布政司右參議。六月官员考察，以不謹冠帶閑住。嘉靖八年（1529年）卒，享年五十。

## 家族
曾祖阎璿，教谕贈右副都御史。祖父阎仲实，参政進階大中大夫。父阎价，參議。母王氏，封孺人，累封恭人。具庆下，兄钝、弟锳、钧、銂、铨、鈺、巨。